# Bradypodion melanocephalum
Espèce
Synonymes
- Microsaura melanocephala Gray, 1865

Statut CITES
Statut de conservation UICN

 NT B1b(iii) : Quasi menacé
Bradypodion melanocephalum est une espèce de sauriens de la famille des Chamaeleonidae. Cette espèce effectue une reproduction vivipare, donc met au monde des petits en vie.

## Répartition
Cette espèce se rencontre au Cap-Oriental et au KwaZulu-Natal en Afrique du Sud et au Mozambique.

## Publication originale
- Gray, 1865 "1864" : Revision of the genera and species of Chamaeleonidae, with the description of some new species. Proceedings of the Zoological Society of London, vol. 1864, p. 465-479 (texte intégral).